# Атвуд (місячний кратер)
Кра́тер А́твуд (лат. Atwood) — невеликий метеоритний кратер у Морі Достатку на видимому боці Місяця. Назва дана на честь англійського фізика і математика Джорджа Атвуда (1745—1807) та затверджена Міжнародним астрономічним союзом у 1976 році.

## Опис кратера

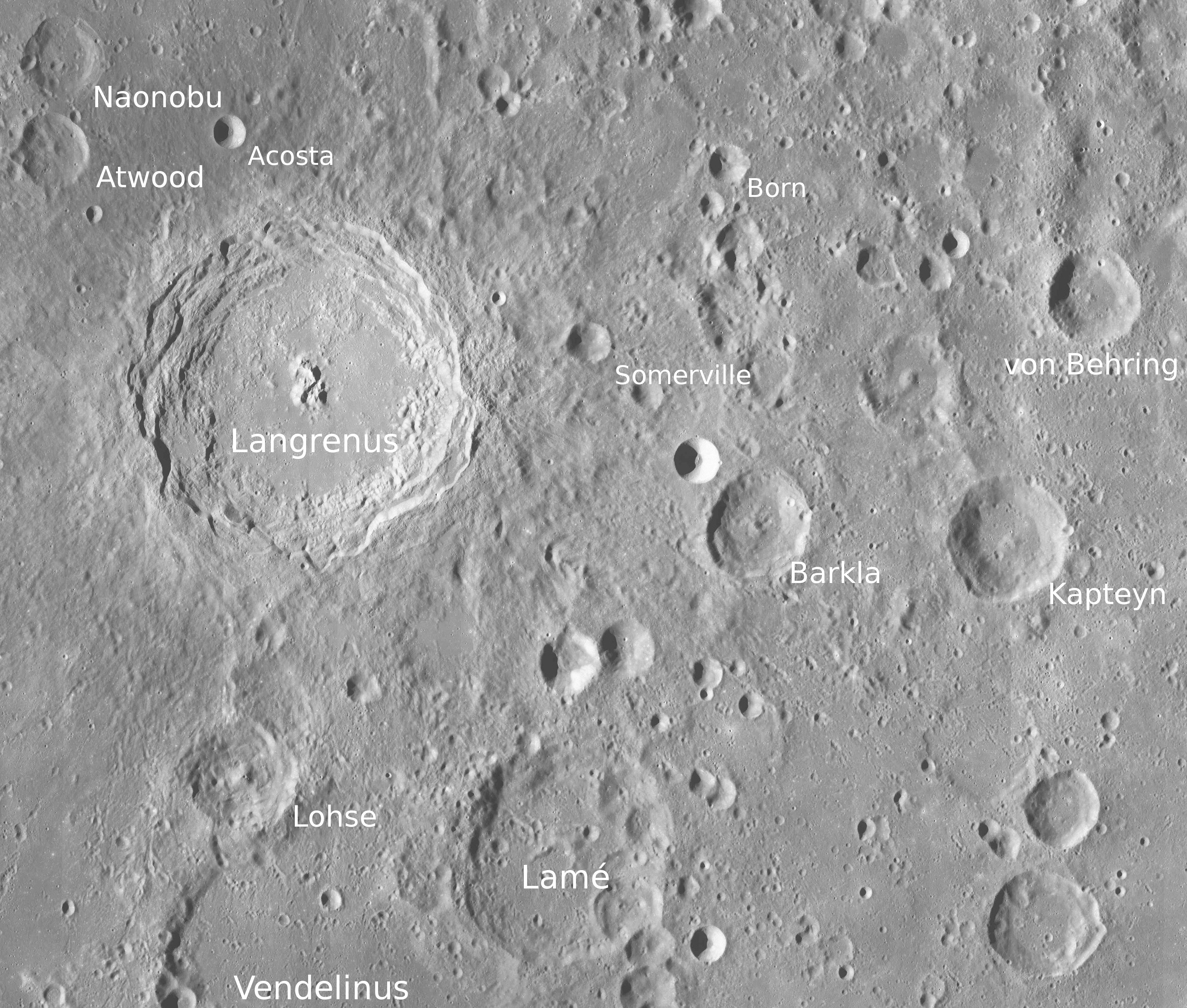
Околиці кратера Атвуд. Світлина зонда Lunar Reconnaissance Orbiter

Кратер розташований на північний захід від кратера Лангрен і до отримання своєї назви у 1976 році називався Лангрен K (у системі позначень так званих сателітних кратерів, розташованих в околицях кратера, що має окрему власну назву). На північ від кратера розташований кратер Наонобу (колишній Лангрен B), на сході південному сході кратер Акоста (колишній Лангрен С), на заході — кратер Більхарц (колишній Лангрен F).
Селенографічні координати центра кратера 5°48′ пд. ш. 57°42′ сх. д. / 5.8° пд. ш. 57.7° сх. д., діаметр 28,6 км, глибина 2500 м.
Кратер прилягає до межі зовнішнього укосу кратера Лангрен і породи, викинуті при утворенні останнього кратера, формують прилеглі до південної частини вала невисокі хребти. Висота вала над навколишньою місцевістю сягає 900 м, об'єм кратера становить приблизно 570 км³. У чаші кратера є невеликий центральний пік висотою 460 м, який прилягає до хребта, що тягнеться до північної частини кратера.
Сателітні кратери відсутні.